# Lamotrigin
Lamotrigin je lék, který patří mezi antiepileptika III. generace. Tento přípravek se užívá výhradně k léčbě dvou odlišných nemocí: epilepsie a bipolární afektivní poruchy (dříve maniodepresivní psychózy).

## Indikace

### Epilepsie
Lamotrigin léčí epilepsii tím, že blokuje přenos signálů v mozku, které spouštějí epileptické křeče (záchvaty). u dospělých a dětí může být lék užíván samostatně, nebo s jinými přípravky, které se užívají k léčbě epilepsie. U některých typů epilepsie se záchvaty křečí mohou občas zhoršovat, nebo se vyskytnout častěji během léčby přípravkem lamotrigin. Pokud se výskyt epileptických záchvatů zvýší, nebo se začnou objevovat těžké epileptické záchvaty při užívání, je důležité vyhledat neprodleně odbornou lékařskou pomoc.

#### Lennoxův–Gastautův syndrom
Lamotrigin je schválený pro formu epilepsie známou jako Lennoxův–Gastautův syndrom. Snižuje frekvenci záchvatů syndromu a je jedním ze dvou léků o nichž je známo, že snižují závažnost záchvatů. Běžná je kombinace s valproátem, ale ta zvyšuje riziko vyrážky vyvolané lamotriginem a kvůli interakci těchto léků je nutné snížit dávkování.

### Bipolární afektivní porucha
Podstatou účinku je inhibice uvolňování glutamatu do neuronálních štěrbin a blokáda vtoku (influxu) vápníku do buněk. Lamotrigin je schválen pro udržovací léčbu bipolární poruchy I a bipolární poruchy II. Zatímco antikonvulziva karbamazepin a valproát jsou převážně antimanika, lamotrigin prokázal účinnost pouze při prevenci nebo snižování rizika rekurentních depresivních epizod bipolární poruchy. Lék se zdá být neúčinný při léčbě rychlých cyklů, akutní mánie nebo akutní deprese u bipolární poruchy. Jeho antimanické a antidepresivní působení v akutních afektivních epizodách nebylo odlišitelné od placeba. Lamotrigin je zatížen rizikem vzniku zřídka se vyskytujících závažnějších forem kožních vyrážek a zvýšeného rizika myšlenek na sebevraždu či sebepoškozování.

### Jiná využití
Neurologické použití zahrnuje léčbu periferní neuropatie, neuralgie trigeminu, klastrových bolestí hlavy, migrén, vizuálního sněhu a snižování neuropatické bolesti. Psychiatrické použití zahrnuje léčbu obsedantně-kompulzivní poruchy rezistentní na léčbu, depersonalizační poruchy, halucinogenu přetrvávající poruchy vnímání, schizoafektivní poruchy a hraniční poruchy osobnosti. Ukázalo se, že lék není užitečný u posttraumatické stresové poruchy.

## Vedlejší účinky
Informace o předepisování lamotriginu obsahují upozornění před život ohrožujícími kožními reakcemi, včetně Stevensův-Johnsonova syndromu, syndromu DRESS a toxické epidermální nekrolýzy. Výrobce uvádí, že téměř všechny případy se objevují během prvních dvou až osmi týdnů léčby.  Pacienti by měli vyhledat lékařskou pomoc při jakékoli neočekávané kožní vyrážce, protože její přítomnost je známkou možného závažného nebo dokonce smrtelného vedlejšího účinku léku, ale pouze u jednoho z tisíce pacientů se objeví vyrážka. Vyrážka a jiné kožní reakce jsou častější u dětí, protože tento lék je často vyhrazen pro dospělé.